# Villamontagna
Villamontagna (in tridentino Vilamontagna) è una frazione di Trento situata sul monte Calisio, a circa 5 chilometri dalla città.
Negli anni 90, il sobborgo ha subito un forte incremento demografico e ad oggi è abitato da oltre 1200 persone.
La sua posizione è ideale: il paese è il più illuminato dal sole di tutta la provincia.
Assieme a Bergamini, Cognola, Maderno, Martignano, Moià, Montevaccino, San Donà di Cognola, San Vito di Cognola, Tavernaro e Zell forma la circoscrizione amministrativa numero 6 di Argentario di Trento.

## Storia
La storia del paese è legata a quella di Trento, la prima citazione risale al 1200 quando gli abitanti erano “servi” del Vescovo della città. Nel 1512 ebbe inizio una prima autonomia civile (costituzione della  Regola). Questo portò, qualche decennio dopo alla costruzione di una chiesa, consacrata il 6 novembre 1583. Dopo due secoli, nel 1775, alla comunità fu concesso di avere un proprio curato, il primo fu don Sebastiano Brugnara da Mosana.
Nel 1787 fu edificata l'attuale chiesa barocca, costruita sul luogo della precedente posta al centro del paese (consacrata nel 1816, fu ornata e dipinta successivamente da Domenico Zeni e Karl Henric) e ad inizio 1990 abbellita con la piccola grotta dedicata alla madonna di Lourdes.
Il comune di Villamontagna fu annesso a quello di Cognola nel 1900, e quest'ultimo a quello di Trento vent'anni dopo.
Nel 1909 fu edificata la scuola "Natale Tomasi" (chiusa nel 1999), mentre sei anni prima fu avviata la scuola materna del paese in canonica gestita dalla maestra "Angela".
Nel 1923 fu costruita l'attuale scuola materna "Carli", oggi paritaria equiparata, affiancata al nuovo parco pubblico essa rappresenta un piccolo gioiello per la comunità.
Ad oggi il paese si caratterizza per la numerosa presenza di comitati e gruppi di attività, rendendo quindi la comunità viva ed unita.

## Monumenti e luoghi d'interesse

### Architetture religiose
- Chiesa dei Santi Fabiano e Sebastiano, chiesa parrocchiale fondata nel XVI secolo, l'edificio è del XVIII secolo
- Chiesa dell'Addolorata, edificata nel 1944 dove in precedenza sorgeva un capitello attestato nel 1600

### Luoghi
Le Cave di Pila costituiscono un secolare luogo d'estrazione di pietra calcarea da parte dei cavatori detti "predaroi"; tale pietra è anche chiamata verdello o rossiccia. Essa ha trovato largo impiego nell'urbanizzazione di Trento e nella costruzione del monumento a Cesare Battisti ben visibile sul Doss Trento. Nella parte della cava ormai in disuso, è stato costruito un piccolo parco, ove si esibiscono cori locali o si tengono rappresentazioni varie come "Luci di Pila", rappresentazione che si svolge a ridosso del Natale.
Il rifugio Campel, sopra il paese, è poco distante dal centro abitato e fu costruito dal gruppo Alpini del luogo nel 1975, ad oggi appartiene alla ASUC locale.
Partendo dalla piazza del paese (capolinea servizio urbano) si accede comodamente al monte Calisio per facili escursioni che collegano Civezzano, Martignano, Montevaccino e in breve tempo anche il lago di Santa Colomba.